# Pietro Carlo di Borbone-Spagna
Pietro Carlo di Borbone-Spagna, (spagnolo: Pedro Antonio Carlos Rafael José Francisco Javier Villanueva Juan Nepomuceno Thomas Marcelino Marcos Vicente Ferrer Raimundo de Borbon y Braganza) (Aranjuez, 18 giugno 1786 – Boa Vista, 4 luglio 1812), fu un infante di Spagna e Portogallo.

## Biografia
Era il figlio del infante Gabriele di Borbone-Spagna, e di sua moglie, l'infanta Maria Anna Vittoria di Braganza. Da parte del padre era il nipote del re Carlo III di Spagna e della principessa Maria Amalia di Sassonia. Da parte della madre era un nipote del re Pietro III del Portogallo e della regina Maria I del Portogallo.
Don Pietro Carlo era infante di Spagna a partire dal momento della sua nascita. Suo padre, l'infante Don Gabriele, era il figlio favorito di Carlo III, ed era anche un uomo molto intelligente, amante dell'arte, della scienza e della letteratura classica.
All'età di due anni rimase orfano, in quanto entrambi i genitori morirono di vaiolo. A peggiorare le cose, il nuovo re, Carlo IV, mandò Pietro Carlo in Portogallo, patria di sua madre, dove venne cresciuto dalla nonna, la regina Maria. Da quel momento il piccolo fu nominato infante di Portogallo.
Egli ereditò una fortuna dal padre, e la sua presenza in Portogallo è stata ben accolta. Nel 1792 sua nonna, venne ufficialmente dichiarata pazza, dopo aver perso la testa nel corso di una cerimonia pubblica nella città portoghese di Salvaterra. Suo figlio, Giovanni, suo zio, sarebbe diventato reggente del Portogallo.
I rapporti con la famiglia reale portoghese non erano sempre facili.

## Invasione napoleonica e la vita in Brasile
Nel 1807 la famiglia reale portoghese ha dovuto lasciare il Portogallo a causa dell'invasione franco-spagnolo, guidata da Napoleone Bonaparte. Il 29 novembre di quell'anno, Pietro Carlo salì a bordo del "Principe Reale", con la nonna e gli zii, per il Brasile, che a quel tempo era ancora una colonia portoghese.
La famiglia reale arrivò a Salvador il 2 gennaio del 1808, e da lì a Rio de Janeiro, dove il bambino è stato installato nel Palazzo di San Cristovao. Nel frattempo, il reggente Giovanni e le principesse andarono a vivere a Paço da Cidade.

## Matrimonio
In Brasile la vita cerimoniale era meno rigida che in Portogallo. Qui Pietro Carlo cominciò corteggiare la cugina, Maria Teresa di Braganza, che volevano darla in moglie a Ferdinando VII di Spagna. Pietro Carlo e Maria Teresa si sposarono il 13 maggio 1810 a Rio de Janeiro. Ebbero un figlio:
- Sebastiano (4 novembre 1811-13 gennaio 1875)

## Morte
Morì il 4 giugno 1812, a Boa Vista, senza essere ritornato in Portogallo o in Spagna. Sua moglie si risposò e si convertì in una importante figura degli anni del carlismo. Fu sepolto a San Lorenzo de El Escorial.

## Ascendenza
|                                 |                           |                                     | Genitori                                     |  |  | Nonni |  |  | Bisnonni            |  |  | Trisnonni              |  |
|                                 |                           |                                     |                                              |  |  |       |  |  | Filippo V di Spagna |  |  | Luigi, il Gran Delfino |  |
|                                 |                           |                                     |                                              |  |  |       |  |  | Filippo V di Spagna |  |  | Luigi, il Gran Delfino |  |
|                                 |                           | Maria Anna Vittoria di Baviera      |                                              |  |  |       |  |  | Filippo V di Spagna |  |  |                        |  |
| Carlo III di Spagna             |                           |                                     |                                              |  |  |       |  |  | Filippo V di Spagna |  |  |                        |  |
|                                 |                           | Elisabetta Farnese                  | Odoardo II Farnese                           |  |  |       |  |  |                     |  |  |                        |  |
|                                 |                           | Elisabetta Farnese                  | Odoardo II Farnese                           |  |  |       |  |  |                     |  |  |                        |  |
|                                 |                           | Elisabetta Farnese                  | Dorotea Sofia di Neuburg                     |  |  |       |  |  |                     |  |  |                        |  |
| Gabriele di Borbone-Spagna      |                           | Elisabetta Farnese                  |                                              |  |  |       |  |  |                     |  |  |                        |  |
|                                 |                           | Augusto III di Polonia              | Augusto II di Polonia                        |  |  |       |  |  |                     |  |  |                        |  |
|                                 |                           | Augusto III di Polonia              | Augusto II di Polonia                        |  |  |       |  |  |                     |  |  |                        |  |
|                                 |                           | Augusto III di Polonia              | Cristiana Eberardina di Brandeburgo-Bayreuth |  |  |       |  |  |                     |  |  |                        |  |
| Maria Amalia di Sassonia        |                           | Augusto III di Polonia              |                                              |  |  |       |  |  |                     |  |  |                        |  |
|                                 |                           | Maria Giuseppa d'Austria            | Giuseppe I d'Asburgo                         |  |  |       |  |  |                     |  |  |                        |  |
|                                 |                           | Maria Giuseppa d'Austria            | Giuseppe I d'Asburgo                         |  |  |       |  |  |                     |  |  |                        |  |
|                                 |                           | Maria Giuseppa d'Austria            | Guglielmina Amalia di Brunswick-Lüneburg     |  |  |       |  |  |                     |  |  |                        |  |
| Pietro Carlo di Borbone-Spagna  |                           | Maria Giuseppa d'Austria            |                                              |  |  |       |  |  |                     |  |  |                        |  |
|                                 | Giovanni V del Portogallo | Pietro II del Portogallo            |                                              |  |  |       |  |  |                     |  |  |                        |  |
|                                 | Giovanni V del Portogallo | Pietro II del Portogallo            |                                              |  |  |       |  |  |                     |  |  |                        |  |
|                                 | Giovanni V del Portogallo | Maria Sofia del Palatinato-Neuburg  |                                              |  |  |       |  |  |                     |  |  |                        |  |
| Pietro III del Portogallo       | Giovanni V del Portogallo |                                     |                                              |  |  |       |  |  |                     |  |  |                        |  |
|                                 |                           | Maria Anna d'Asburgo                | Leopoldo I d'Asburgo                         |  |  |       |  |  |                     |  |  |                        |  |
|                                 |                           | Maria Anna d'Asburgo                | Leopoldo I d'Asburgo                         |  |  |       |  |  |                     |  |  |                        |  |
|                                 |                           | Maria Anna d'Asburgo                | Eleonora del Palatinato-Neuburg              |  |  |       |  |  |                     |  |  |                        |  |
| Maria Anna Vittoria di Braganza |                           | Maria Anna d'Asburgo                |                                              |  |  |       |  |  |                     |  |  |                        |  |
|                                 |                           | Giuseppe I del Portogallo           | Giovanni V del Portogallo                    |  |  |       |  |  |                     |  |  |                        |  |
|                                 |                           | Giuseppe I del Portogallo           | Giovanni V del Portogallo                    |  |  |       |  |  |                     |  |  |                        |  |
|                                 |                           | Giuseppe I del Portogallo           | Maria Anna d'Asburgo                         |  |  |       |  |  |                     |  |  |                        |  |
| Maria I del Portogallo          |                           | Giuseppe I del Portogallo           |                                              |  |  |       |  |  |                     |  |  |                        |  |
|                                 |                           | Marianna Vittoria di Borbone-Spagna | Filippo V di Spagna                          |  |  |       |  |  |                     |  |  |                        |  |
|                                 |                           | Marianna Vittoria di Borbone-Spagna | Filippo V di Spagna                          |  |  |       |  |  |                     |  |  |                        |  |
|                                 |                           | Marianna Vittoria di Borbone-Spagna | Elisabetta Farnese                           |  |  |       |  |  |                     |  |  |                        |  |
|                                 |                           | Marianna Vittoria di Borbone-Spagna |                                              |  |  |       |  |  |                     |  |  |                        |  |